# سيكامور

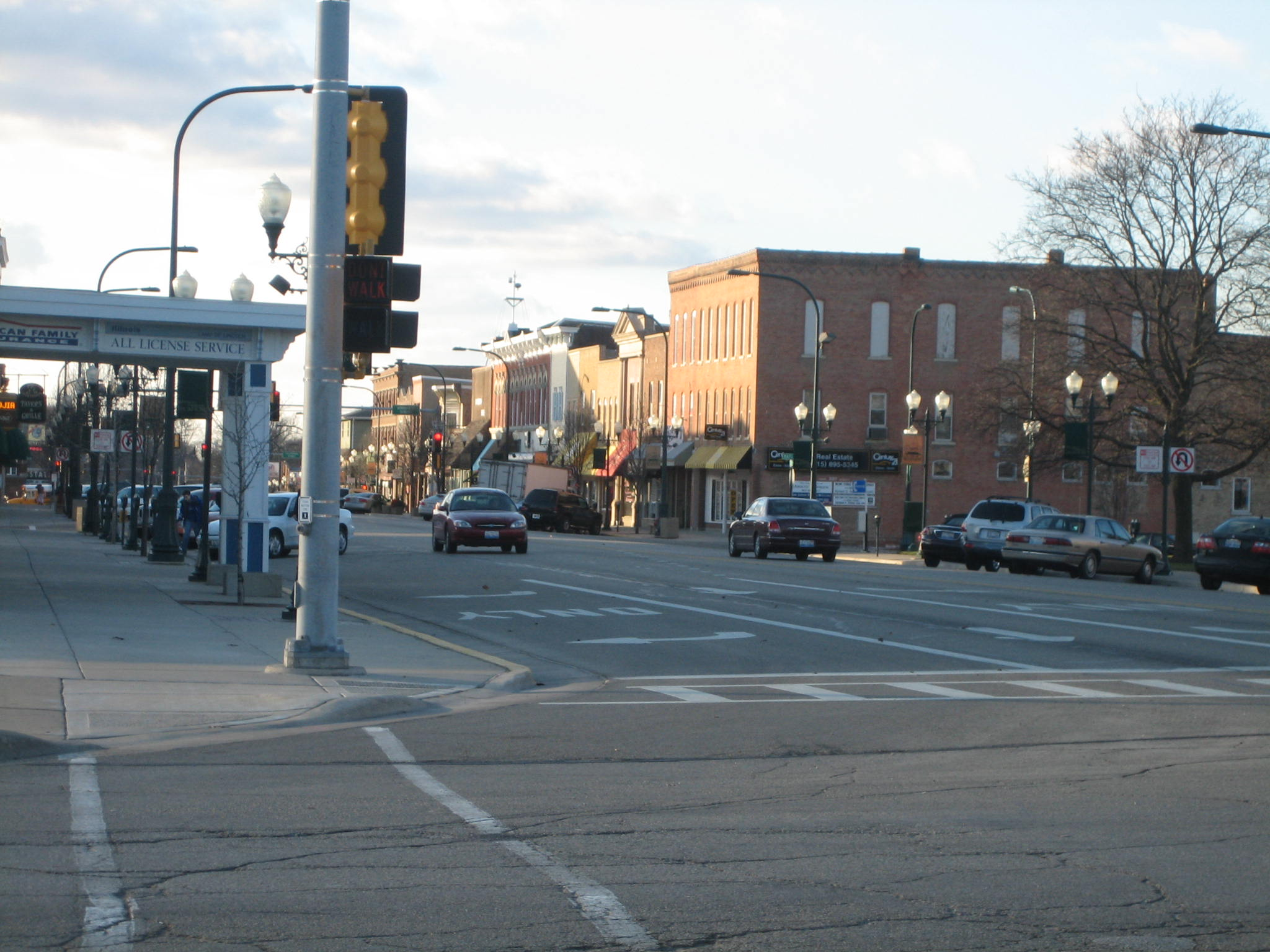
مدينة في الولايات المتحدة

سايكامور (بالإنجليزية: Sycamore)‏ هي مدينة في مقاطعة ديكالب، الولايات المتحدة. وبها منطقة تجارية يركز مقرها على طريق ايلينوي 64. كان عدد السكان 17,519 في تعداد عام 2010 وقد ارتفع من 12,020 نسمة في تعداد عام 2000.

## التركيبة السكانية
حدّد مكتب تعداد الولايات المتحدة بيانات التركيبة السكانية لسيكامور في تعداد الولايات المتحدة. في ما يلي، التركيبة السكانية حسب تعدادي 2000 و2010.

### تعداد عام 2000
بلغ عدد سكان سيكامور 12,020 نسمة بحسب تعداد عام 2000، وبلغ عدد الأسر 4,692 أسرة وعدد العائلات 3,147 عائلة مقيمة في المدينة. في حين سجلت الكثافة السكانية 469.5 نسمة لكل كيلومتر مربع (1,216.0/ميل2). وبلغ عدد الوحدات السكنية 4,925 وحدة بمتوسط كثافة قدره 192.4 لكل كيلومتر مربع (498.3/ميل2).
وتوزع التركيب العرقي للمدينة بنسبة 93.39% من البيض و2.74% من الأمريكيين الأفارقة و0.22% من الأمريكيين الأصليين و0.83% من الأمريكيين ذوي الأصول الآسيوية و0.02% من سكان جزر المحيط الهادئ و1.56% من الأعراق الأخرى و1.24% من عرقين مختلطين أو أكثر و4.27% من الهسبانيون أو اللاتينيون من أي عرق.
بلغ عدد الأسر 4,692 أسرة كانت نسبة 38.7% منها لديها أطفال تحت سن الثامنة عشر تعيش معهم، وبلغت نسبة الأزواج القاطنين مع بعضهم البعض 53.9% من أصل المجموع الكلي للأسر، ونسبة 9.8% من الأسر كان لديها معيلات من الإناث دون وجود شريك، بينما كانت نسبة 3.3% من الأسر لديها معيلون من الذكور دون وجود شريكة وكانت نسبة 32.9% من غير العائلات. تألفت نسبة 27.4% من أصل جميع الأسر من عدة أفراد يعيشون في نفس المنزل ونسبة 9.3% كانت تتألف من شخص يعيش بمفرده يبلغ من العمر 65 عاماً أو أكثر. وبلغ متوسط حجم الأسرة المعيشية 2.54، أما متوسط حجم العائلات فبلغ 3.13.
بلغ العمر الوسطي للسكان 34.7 عاماً. وكانت نسبة 28% من القاطنين تحت سن الثامنة عشر، وكانت نسبة 8% بين الثامنة عشر والرابعة والعشرين عاماً، ونسبة 30.9% كانت واقعةً في الفئة العمرية ما بين الخامسة والعشرين والرابعة والأربعين عاماً، ونسبة 21.4% كانت ما بين الخامسة والأربعين والرابعة والستين، ونسبة 10.9% كانت ضمن فئة الخامسة والستين عاماً فما فوق. يوجد لكل 100 أنثى 94.6 ذكر، ويوجد لكل 100 أنثى في الثامنة عشر من عمرها فما فوق 91.9 ذكر.

### تعداد عام 2010
بلغ عدد سكان سيكامور 17,519 نسمة بحسب تعداد عام 2010، وبلغ عدد الأسر 6,993 أسرة وعدد العائلات 4,574 عائلة مقيمة في المدينة. في حين سجلت الكثافة السكانية 684.3 نسمة لكل كيلومتر مربع (1,772.3/ميل2). وبلغ عدد الوحدات السكنية 7,394 وحدة بمتوسط كثافة قدره 288.8 لكل كيلومتر مربع (748.0/ميل2).
وتوزع التركيب العرقي للمدينة بنسبة 91.38% من البيض و2.91% من الأمريكيين الأفارقة و0.19% من الأمريكيين الأصليين و1.48% من الأمريكيين ذوي الأصول الآسيوية و0.01% من سكان جزر المحيط الهادئ و2.11% من الأعراق الأخرى و1.92% من عرقين مختلطين أو أكثر و7.02% من الهسبانيون أو اللاتينيون من أي عرق.
بلغ عدد الأسر 6,993 أسرة كانت نسبة 34% منها لديها أطفال تحت سن الثامنة عشر تعيش معهم، وبلغت نسبة الأزواج القاطنين مع بعضهم البعض 50.5% من أصل المجموع الكلي للأسر، ونسبة 10.9% من الأسر كان لديها معيلات من الإناث دون وجود شريك، بينما كانت نسبة 4% من الأسر لديها معيلون من الذكور دون وجود شريكة وكانت نسبة 34.6% من غير العائلات. تألفت نسبة 27.3% من أصل جميع الأسر من عدة أفراد يعيشون في نفس المنزل ونسبة 8.9% كانت تتألف من شخص يعيش بمفرده يبلغ من العمر 65 عاماً أو أكثر. وبلغ متوسط حجم الأسرة المعيشية 2.48، أما متوسط حجم العائلات فبلغ 3.06.
بلغ العمر الوسطي للسكان 34.8 عاماً. وكانت نسبة 25.4% من القاطنين تحت سن الثامنة عشر، وكانت نسبة 8.6% بين الثامنة عشر والرابعة والعشرين عاماً، ونسبة 30% كانت واقعةً في الفئة العمرية ما بين الخامسة والعشرين والرابعة والأربعين عاماً، ونسبة 25.1% كانت ما بين الخامسة والأربعين والرابعة والستين، ونسبة 10.9% كانت ضمن فئة الخامسة والستين عاماً فما فوق. وتوزع التركيب الجنسي للسكان بنسبة 48.8% ذكور و51.2% إناث.

## أعلام
- روبن إلوود
- آدم جيم كليف
- مارك جونستون